# Peponium lagenarioides
Peponium lagenarioides är en gurkväxtart som först beskrevs av Joseph Dalton Hooker, och fick sitt nu gällande namn av Célestin Alfred Cogniaux. Peponium lagenarioides ingår i släktet Peponium och familjen gurkväxter. Inga underarter finns listade i Catalogue of Life.